# Clupeiformes
Se entiende como Clupeiformes al orden de peces teleósteos (Teleostei) caracterizados por tener aleta caudal homocerca (formada por dos lóbulos iguales y sin prolongación de la columna vertebral), ser fisóstomos (con vejiga natatoria unida por un conducto a la parte anterior del tubo digestivo), carecer de radios espinosos en las aletas y presentar generalmente escamas cicloideas.
Los Cupleiformes son un orden de peces óseos, que contiene algunos de los peces más numerosos y económicamente importantes del mundo. El orden incluye más de 400 especies (incluyendo, arenques, sábalos, sardinas, anchoas, lachas y parientes), de las cuales unas 20 proporcionan más de un tercio de las capturas mundiales. Los Clupeiformes son, con mucho, el grupo de peces más explotado.

## Sistemática
Integran varias familias con especies de gran importancia económica y alimenticia:
- Suborden Clupeoidei:
  - Familia Chirocentridae - Arenques lobo (Chirocentrus dorab).
  - Familia Clupeidae - Alosas, arenques y sardinas.
  - Familia Engraulidae - Anchoas o boquerones.
  - Familia Pristigasteridae - Pellonas y sardinas machete.
  - Familia Sundasalangidae (Roberts, 1981) - Sundasalángidos.
- Suborden Denticipitoidei:
  - Familia Denticipitidae (Clausen, 1959) - Denticipítidos.

### Filogenia
La filogenia de este grupo ha sido estudiada por Lavoué et al en 2014.
|  | Coiliinae   |
|  |             |
|  | Engraulinae |
|  |             |

|  | Dussumieriidae s.s. |
|  |                     |
|  | Chirocentridae      |
|  |                     |

|  | Clupeinae     |
|  |               |
|  | Dorosomatinae |
|  |               |

|  | Dussumieriidae s.s. |
|  |                     |
|  | Chirocentridae      |
|  |                     |

|  | Clupeinae     |
|  |               |
|  | Dorosomatinae |
|  |               |

|  | Dussumieriidae s.s. |
|  |                     |
|  | Chirocentridae      |
|  |                     |

|  | Clupeinae     |
|  |               |
|  | Dorosomatinae |
|  |               |

|  | Dussumieriidae s.s. |
|  |                     |
|  | Chirocentridae      |
|  |                     |

|  | Clupeinae     |
|  |               |
|  | Dorosomatinae |
|  |               |

|  | Dussumieriidae s.s. |
|  |                     |
|  | Chirocentridae      |
|  |                     |

|  | Clupeinae     |
|  |               |
|  | Dorosomatinae |
|  |               |

|  | Dussumieriidae s.s. |
|  |                     |
|  | Chirocentridae      |
|  |                     |

|  | Clupeinae     |
|  |               |
|  | Dorosomatinae |
|  |               |

|  | Dussumieriidae s.s. |
|  |                     |
|  | Chirocentridae      |
|  |                     |

|  | Clupeinae     |
|  |               |
|  | Dorosomatinae |
|  |               |

|  | Dussumieriidae s.s. |
|  |                     |
|  | Chirocentridae      |
|  |                     |

|  | Clupeinae     |
|  |               |
|  | Dorosomatinae |
|  |               |

|  | Coiliinae   |
|  |             |
|  | Engraulinae |
|  |             |

|  | Dussumieriidae s.s. |
|  |                     |
|  | Chirocentridae      |
|  |                     |

|  | Clupeinae     |
|  |               |
|  | Dorosomatinae |
|  |               |

|  | Dussumieriidae s.s. |
|  |                     |
|  | Chirocentridae      |
|  |                     |

|  | Clupeinae     |
|  |               |
|  | Dorosomatinae |
|  |               |

|  | Dussumieriidae s.s. |
|  |                     |
|  | Chirocentridae      |
|  |                     |

|  | Clupeinae     |
|  |               |
|  | Dorosomatinae |
|  |               |

|  | Dussumieriidae s.s. |
|  |                     |
|  | Chirocentridae      |
|  |                     |

|  | Clupeinae     |
|  |               |
|  | Dorosomatinae |
|  |               |

|  | Dussumieriidae s.s. |
|  |                     |
|  | Chirocentridae      |
|  |                     |

|  | Clupeinae     |
|  |               |
|  | Dorosomatinae |
|  |               |

|  | Dussumieriidae s.s. |
|  |                     |
|  | Chirocentridae      |
|  |                     |

|  | Clupeinae     |
|  |               |
|  | Dorosomatinae |
|  |               |

|  | Dussumieriidae s.s. |
|  |                     |
|  | Chirocentridae      |
|  |                     |

|  | Clupeinae     |
|  |               |
|  | Dorosomatinae |
|  |               |

|  | Dussumieriidae s.s. |
|  |                     |
|  | Chirocentridae      |
|  |                     |

|  | Clupeinae     |
|  |               |
|  | Dorosomatinae |
|  |               |

|  | Coiliinae   |
|  |             |
|  | Engraulinae |
|  |             |

|  | Dussumieriidae s.s. |
|  |                     |
|  | Chirocentridae      |
|  |                     |

|  | Clupeinae     |
|  |               |
|  | Dorosomatinae |
|  |               |

|  | Dussumieriidae s.s. |
|  |                     |
|  | Chirocentridae      |
|  |                     |

|  | Clupeinae     |
|  |               |
|  | Dorosomatinae |
|  |               |

|  | Dussumieriidae s.s. |
|  |                     |
|  | Chirocentridae      |
|  |                     |

|  | Clupeinae     |
|  |               |
|  | Dorosomatinae |
|  |               |

|  | Dussumieriidae s.s. |
|  |                     |
|  | Chirocentridae      |
|  |                     |

|  | Clupeinae     |
|  |               |
|  | Dorosomatinae |
|  |               |

|  | Dussumieriidae s.s. |
|  |                     |
|  | Chirocentridae      |
|  |                     |

|  | Clupeinae     |
|  |               |
|  | Dorosomatinae |
|  |               |

|  | Dussumieriidae s.s. |
|  |                     |
|  | Chirocentridae      |
|  |                     |

|  | Clupeinae     |
|  |               |
|  | Dorosomatinae |
|  |               |

|  | Dussumieriidae s.s. |
|  |                     |
|  | Chirocentridae      |
|  |                     |

|  | Clupeinae     |
|  |               |
|  | Dorosomatinae |
|  |               |

|  | Dussumieriidae s.s. |
|  |                     |
|  | Chirocentridae      |
|  |                     |

|  | Clupeinae     |
|  |               |
|  | Dorosomatinae |
|  |               |

|  | Coiliinae   |
|  |             |
|  | Engraulinae |
|  |             |

|  | Dussumieriidae s.s. |
|  |                     |
|  | Chirocentridae      |
|  |                     |

|  | Clupeinae     |
|  |               |
|  | Dorosomatinae |
|  |               |

|  | Dussumieriidae s.s. |
|  |                     |
|  | Chirocentridae      |
|  |                     |

|  | Clupeinae     |
|  |               |
|  | Dorosomatinae |
|  |               |

|  | Dussumieriidae s.s. |
|  |                     |
|  | Chirocentridae      |
|  |                     |

|  | Clupeinae     |
|  |               |
|  | Dorosomatinae |
|  |               |

|  | Dussumieriidae s.s. |
|  |                     |
|  | Chirocentridae      |
|  |                     |

|  | Clupeinae     |
|  |               |
|  | Dorosomatinae |
|  |               |

|  | Dussumieriidae s.s. |
|  |                     |
|  | Chirocentridae      |
|  |                     |

|  | Clupeinae     |
|  |               |
|  | Dorosomatinae |
|  |               |

|  | Dussumieriidae s.s. |
|  |                     |
|  | Chirocentridae      |
|  |                     |

|  | Clupeinae     |
|  |               |
|  | Dorosomatinae |
|  |               |

|  | Dussumieriidae s.s. |
|  |                     |
|  | Chirocentridae      |
|  |                     |

|  | Clupeinae     |
|  |               |
|  | Dorosomatinae |
|  |               |

|  | Dussumieriidae s.s. |
|  |                     |
|  | Chirocentridae      |
|  |                     |

|  | Clupeinae     |
|  |               |
|  | Dorosomatinae |
|  |               |

|  | Coiliinae   |
|  |             |
|  | Engraulinae |
|  |             |

|  | Dussumieriidae s.s. |
|  |                     |
|  | Chirocentridae      |
|  |                     |

|  | Clupeinae     |
|  |               |
|  | Dorosomatinae |
|  |               |

|  | Dussumieriidae s.s. |
|  |                     |
|  | Chirocentridae      |
|  |                     |

|  | Clupeinae     |
|  |               |
|  | Dorosomatinae |
|  |               |

|  | Dussumieriidae s.s. |
|  |                     |
|  | Chirocentridae      |
|  |                     |

|  | Clupeinae     |
|  |               |
|  | Dorosomatinae |
|  |               |

|  | Dussumieriidae s.s. |
|  |                     |
|  | Chirocentridae      |
|  |                     |

|  | Clupeinae     |
|  |               |
|  | Dorosomatinae |
|  |               |

|  | Dussumieriidae s.s. |
|  |                     |
|  | Chirocentridae      |
|  |                     |

|  | Clupeinae     |
|  |               |
|  | Dorosomatinae |
|  |               |

|  | Dussumieriidae s.s. |
|  |                     |
|  | Chirocentridae      |
|  |                     |

|  | Clupeinae     |
|  |               |
|  | Dorosomatinae |
|  |               |

|  | Dussumieriidae s.s. |
|  |                     |
|  | Chirocentridae      |
|  |                     |

|  | Clupeinae     |
|  |               |
|  | Dorosomatinae |
|  |               |

|  | Dussumieriidae s.s. |
|  |                     |
|  | Chirocentridae      |
|  |                     |

|  | Clupeinae     |
|  |               |
|  | Dorosomatinae |
|  |               |

|  | Coiliinae   |
|  |             |
|  | Engraulinae |
|  |             |

|  | Dussumieriidae s.s. |
|  |                     |
|  | Chirocentridae      |
|  |                     |

|  | Clupeinae     |
|  |               |
|  | Dorosomatinae |
|  |               |

|  | Dussumieriidae s.s. |
|  |                     |
|  | Chirocentridae      |
|  |                     |

|  | Clupeinae     |
|  |               |
|  | Dorosomatinae |
|  |               |

|  | Dussumieriidae s.s. |
|  |                     |
|  | Chirocentridae      |
|  |                     |

|  | Clupeinae     |
|  |               |
|  | Dorosomatinae |
|  |               |

|  | Dussumieriidae s.s. |
|  |                     |
|  | Chirocentridae      |
|  |                     |

|  | Clupeinae     |
|  |               |
|  | Dorosomatinae |
|  |               |

|  | Dussumieriidae s.s. |
|  |                     |
|  | Chirocentridae      |
|  |                     |

|  | Clupeinae     |
|  |               |
|  | Dorosomatinae |
|  |               |

|  | Dussumieriidae s.s. |
|  |                     |
|  | Chirocentridae      |
|  |                     |

|  | Clupeinae     |
|  |               |
|  | Dorosomatinae |
|  |               |

|  | Dussumieriidae s.s. |
|  |                     |
|  | Chirocentridae      |
|  |                     |

|  | Clupeinae     |
|  |               |
|  | Dorosomatinae |
|  |               |

|  | Dussumieriidae s.s. |
|  |                     |
|  | Chirocentridae      |
|  |                     |

|  | Clupeinae     |
|  |               |
|  | Dorosomatinae |
|  |               |

|  | Coiliinae   |
|  |             |
|  | Engraulinae |
|  |             |

|  | Dussumieriidae s.s. |
|  |                     |
|  | Chirocentridae      |
|  |                     |

|  | Clupeinae     |
|  |               |
|  | Dorosomatinae |
|  |               |

|  | Dussumieriidae s.s. |
|  |                     |
|  | Chirocentridae      |
|  |                     |

|  | Clupeinae     |
|  |               |
|  | Dorosomatinae |
|  |               |

|  | Dussumieriidae s.s. |
|  |                     |
|  | Chirocentridae      |
|  |                     |

|  | Clupeinae     |
|  |               |
|  | Dorosomatinae |
|  |               |

|  | Dussumieriidae s.s. |
|  |                     |
|  | Chirocentridae      |
|  |                     |

|  | Clupeinae     |
|  |               |
|  | Dorosomatinae |
|  |               |

|  | Dussumieriidae s.s. |
|  |                     |
|  | Chirocentridae      |
|  |                     |

|  | Clupeinae     |
|  |               |
|  | Dorosomatinae |
|  |               |

|  | Dussumieriidae s.s. |
|  |                     |
|  | Chirocentridae      |
|  |                     |

|  | Clupeinae     |
|  |               |
|  | Dorosomatinae |
|  |               |

|  | Dussumieriidae s.s. |
|  |                     |
|  | Chirocentridae      |
|  |                     |

|  | Clupeinae     |
|  |               |
|  | Dorosomatinae |
|  |               |

|  | Dussumieriidae s.s. |
|  |                     |
|  | Chirocentridae      |
|  |                     |

|  | Clupeinae     |
|  |               |
|  | Dorosomatinae |
|  |               |

|  | Coiliinae   |
|  |             |
|  | Engraulinae |
|  |             |

|  | Dussumieriidae s.s. |
|  |                     |
|  | Chirocentridae      |
|  |                     |

|  | Clupeinae     |
|  |               |
|  | Dorosomatinae |
|  |               |

|  | Dussumieriidae s.s. |
|  |                     |
|  | Chirocentridae      |
|  |                     |

|  | Clupeinae     |
|  |               |
|  | Dorosomatinae |
|  |               |

|  | Dussumieriidae s.s. |
|  |                     |
|  | Chirocentridae      |
|  |                     |

|  | Clupeinae     |
|  |               |
|  | Dorosomatinae |
|  |               |

|  | Dussumieriidae s.s. |
|  |                     |
|  | Chirocentridae      |
|  |                     |

|  | Clupeinae     |
|  |               |
|  | Dorosomatinae |
|  |               |

|  | Dussumieriidae s.s. |
|  |                     |
|  | Chirocentridae      |
|  |                     |

|  | Clupeinae     |
|  |               |
|  | Dorosomatinae |
|  |               |

|  | Dussumieriidae s.s. |
|  |                     |
|  | Chirocentridae      |
|  |                     |

|  | Clupeinae     |
|  |               |
|  | Dorosomatinae |
|  |               |

|  | Dussumieriidae s.s. |
|  |                     |
|  | Chirocentridae      |
|  |                     |

|  | Clupeinae     |
|  |               |
|  | Dorosomatinae |
|  |               |

|  | Dussumieriidae s.s. |
|  |                     |
|  | Chirocentridae      |
|  |                     |

|  | Clupeinae     |
|  |               |
|  | Dorosomatinae |
|  |               |

|  | Coiliinae   |
|  |             |
|  | Engraulinae |
|  |             |

|  | Dussumieriidae s.s. |
|  |                     |
|  | Chirocentridae      |
|  |                     |

|  | Clupeinae     |
|  |               |
|  | Dorosomatinae |
|  |               |

|  | Dussumieriidae s.s. |
|  |                     |
|  | Chirocentridae      |
|  |                     |

|  | Clupeinae     |
|  |               |
|  | Dorosomatinae |
|  |               |

|  | Dussumieriidae s.s. |
|  |                     |
|  | Chirocentridae      |
|  |                     |

|  | Clupeinae     |
|  |               |
|  | Dorosomatinae |
|  |               |

|  | Dussumieriidae s.s. |
|  |                     |
|  | Chirocentridae      |
|  |                     |

|  | Clupeinae     |
|  |               |
|  | Dorosomatinae |
|  |               |

|  | Dussumieriidae s.s. |
|  |                     |
|  | Chirocentridae      |
|  |                     |

|  | Clupeinae     |
|  |               |
|  | Dorosomatinae |
|  |               |

|  | Dussumieriidae s.s. |
|  |                     |
|  | Chirocentridae      |
|  |                     |

|  | Clupeinae     |
|  |               |
|  | Dorosomatinae |
|  |               |

|  | Dussumieriidae s.s. |
|  |                     |
|  | Chirocentridae      |
|  |                     |

|  | Clupeinae     |
|  |               |
|  | Dorosomatinae |
|  |               |

|  | Dussumieriidae s.s. |
|  |                     |
|  | Chirocentridae      |
|  |                     |

|  | Clupeinae     |
|  |               |
|  | Dorosomatinae |
|  |               |

|  | Coiliinae   |
|  |             |
|  | Engraulinae |
|  |             |

|  | Dussumieriidae s.s. |
|  |                     |
|  | Chirocentridae      |
|  |                     |

|  | Clupeinae     |
|  |               |
|  | Dorosomatinae |
|  |               |

|  | Dussumieriidae s.s. |
|  |                     |
|  | Chirocentridae      |
|  |                     |

|  | Clupeinae     |
|  |               |
|  | Dorosomatinae |
|  |               |

|  | Dussumieriidae s.s. |
|  |                     |
|  | Chirocentridae      |
|  |                     |

|  | Clupeinae     |
|  |               |
|  | Dorosomatinae |
|  |               |

|  | Dussumieriidae s.s. |
|  |                     |
|  | Chirocentridae      |
|  |                     |

|  | Clupeinae     |
|  |               |
|  | Dorosomatinae |
|  |               |

|  | Dussumieriidae s.s. |
|  |                     |
|  | Chirocentridae      |
|  |                     |

|  | Clupeinae     |
|  |               |
|  | Dorosomatinae |
|  |               |

|  | Dussumieriidae s.s. |
|  |                     |
|  | Chirocentridae      |
|  |                     |

|  | Clupeinae     |
|  |               |
|  | Dorosomatinae |
|  |               |

|  | Dussumieriidae s.s. |
|  |                     |
|  | Chirocentridae      |
|  |                     |

|  | Clupeinae     |
|  |               |
|  | Dorosomatinae |
|  |               |

|  | Dussumieriidae s.s. |
|  |                     |
|  | Chirocentridae      |
|  |                     |

|  | Clupeinae     |
|  |               |
|  | Dorosomatinae |
|  |               |

|  | Coiliinae   |
|  |             |
|  | Engraulinae |
|  |             |

|  | Dussumieriidae s.s. |
|  |                     |
|  | Chirocentridae      |
|  |                     |

|  | Clupeinae     |
|  |               |
|  | Dorosomatinae |
|  |               |

|  | Dussumieriidae s.s. |
|  |                     |
|  | Chirocentridae      |
|  |                     |

|  | Clupeinae     |
|  |               |
|  | Dorosomatinae |
|  |               |

|  | Dussumieriidae s.s. |
|  |                     |
|  | Chirocentridae      |
|  |                     |

|  | Clupeinae     |
|  |               |
|  | Dorosomatinae |
|  |               |

|  | Dussumieriidae s.s. |
|  |                     |
|  | Chirocentridae      |
|  |                     |

|  | Clupeinae     |
|  |               |
|  | Dorosomatinae |
|  |               |

|  | Dussumieriidae s.s. |
|  |                     |
|  | Chirocentridae      |
|  |                     |

|  | Clupeinae     |
|  |               |
|  | Dorosomatinae |
|  |               |

|  | Dussumieriidae s.s. |
|  |                     |
|  | Chirocentridae      |
|  |                     |

|  | Clupeinae     |
|  |               |
|  | Dorosomatinae |
|  |               |

|  | Dussumieriidae s.s. |
|  |                     |
|  | Chirocentridae      |
|  |                     |

|  | Clupeinae     |
|  |               |
|  | Dorosomatinae |
|  |               |

|  | Dussumieriidae s.s. |
|  |                     |
|  | Chirocentridae      |
|  |                     |

|  | Clupeinae     |
|  |               |
|  | Dorosomatinae |
|  |               |

|  | Coiliinae   |
|  |             |
|  | Engraulinae |
|  |             |

|  | Dussumieriidae s.s. |
|  |                     |
|  | Chirocentridae      |
|  |                     |

|  | Clupeinae     |
|  |               |
|  | Dorosomatinae |
|  |               |

|  | Dussumieriidae s.s. |
|  |                     |
|  | Chirocentridae      |
|  |                     |

|  | Clupeinae     |
|  |               |
|  | Dorosomatinae |
|  |               |

|  | Dussumieriidae s.s. |
|  |                     |
|  | Chirocentridae      |
|  |                     |

|  | Clupeinae     |
|  |               |
|  | Dorosomatinae |
|  |               |

|  | Dussumieriidae s.s. |
|  |                     |
|  | Chirocentridae      |
|  |                     |

|  | Clupeinae     |
|  |               |
|  | Dorosomatinae |
|  |               |

|  | Dussumieriidae s.s. |
|  |                     |
|  | Chirocentridae      |
|  |                     |

|  | Clupeinae     |
|  |               |
|  | Dorosomatinae |
|  |               |

|  | Dussumieriidae s.s. |
|  |                     |
|  | Chirocentridae      |
|  |                     |

|  | Clupeinae     |
|  |               |
|  | Dorosomatinae |
|  |               |

|  | Dussumieriidae s.s. |
|  |                     |
|  | Chirocentridae      |
|  |                     |

|  | Clupeinae     |
|  |               |
|  | Dorosomatinae |
|  |               |

|  | Dussumieriidae s.s. |
|  |                     |
|  | Chirocentridae      |
|  |                     |

|  | Clupeinae     |
|  |               |
|  | Dorosomatinae |
|  |               |

|  | Coiliinae   |
|  |             |
|  | Engraulinae |
|  |             |

|  | Dussumieriidae s.s. |
|  |                     |
|  | Chirocentridae      |
|  |                     |

|  | Clupeinae     |
|  |               |
|  | Dorosomatinae |
|  |               |

|  | Dussumieriidae s.s. |
|  |                     |
|  | Chirocentridae      |
|  |                     |

|  | Clupeinae     |
|  |               |
|  | Dorosomatinae |
|  |               |

|  | Dussumieriidae s.s. |
|  |                     |
|  | Chirocentridae      |
|  |                     |

|  | Clupeinae     |
|  |               |
|  | Dorosomatinae |
|  |               |

|  | Dussumieriidae s.s. |
|  |                     |
|  | Chirocentridae      |
|  |                     |

|  | Clupeinae     |
|  |               |
|  | Dorosomatinae |
|  |               |

|  | Dussumieriidae s.s. |
|  |                     |
|  | Chirocentridae      |
|  |                     |

|  | Clupeinae     |
|  |               |
|  | Dorosomatinae |
|  |               |

|  | Dussumieriidae s.s. |
|  |                     |
|  | Chirocentridae      |
|  |                     |

|  | Clupeinae     |
|  |               |
|  | Dorosomatinae |
|  |               |

|  | Dussumieriidae s.s. |
|  |                     |
|  | Chirocentridae      |
|  |                     |

|  | Clupeinae     |
|  |               |
|  | Dorosomatinae |
|  |               |

|  | Dussumieriidae s.s. |
|  |                     |
|  | Chirocentridae      |
|  |                     |

|  | Clupeinae     |
|  |               |
|  | Dorosomatinae |
|  |               |

|  | Coiliinae   |
|  |             |
|  | Engraulinae |
|  |             |

|  | Dussumieriidae s.s. |
|  |                     |
|  | Chirocentridae      |
|  |                     |

|  | Clupeinae     |
|  |               |
|  | Dorosomatinae |
|  |               |

|  | Dussumieriidae s.s. |
|  |                     |
|  | Chirocentridae      |
|  |                     |

|  | Clupeinae     |
|  |               |
|  | Dorosomatinae |
|  |               |

|  | Dussumieriidae s.s. |
|  |                     |
|  | Chirocentridae      |
|  |                     |

|  | Clupeinae     |
|  |               |
|  | Dorosomatinae |
|  |               |

|  | Dussumieriidae s.s. |
|  |                     |
|  | Chirocentridae      |
|  |                     |

|  | Clupeinae     |
|  |               |
|  | Dorosomatinae |
|  |               |

|  | Dussumieriidae s.s. |
|  |                     |
|  | Chirocentridae      |
|  |                     |

|  | Clupeinae     |
|  |               |
|  | Dorosomatinae |
|  |               |

|  | Dussumieriidae s.s. |
|  |                     |
|  | Chirocentridae      |
|  |                     |

|  | Clupeinae     |
|  |               |
|  | Dorosomatinae |
|  |               |

|  | Dussumieriidae s.s. |
|  |                     |
|  | Chirocentridae      |
|  |                     |

|  | Clupeinae     |
|  |               |
|  | Dorosomatinae |
|  |               |

|  | Dussumieriidae s.s. |
|  |                     |
|  | Chirocentridae      |
|  |                     |

|  | Clupeinae     |
|  |               |
|  | Dorosomatinae |
|  |               |

|  | Coiliinae   |
|  |             |
|  | Engraulinae |
|  |             |

|  | Dussumieriidae s.s. |
|  |                     |
|  | Chirocentridae      |
|  |                     |

|  | Clupeinae     |
|  |               |
|  | Dorosomatinae |
|  |               |

|  | Dussumieriidae s.s. |
|  |                     |
|  | Chirocentridae      |
|  |                     |

|  | Clupeinae     |
|  |               |
|  | Dorosomatinae |
|  |               |

|  | Dussumieriidae s.s. |
|  |                     |
|  | Chirocentridae      |
|  |                     |

|  | Clupeinae     |
|  |               |
|  | Dorosomatinae |
|  |               |

|  | Dussumieriidae s.s. |
|  |                     |
|  | Chirocentridae      |
|  |                     |

|  | Clupeinae     |
|  |               |
|  | Dorosomatinae |
|  |               |

|  | Dussumieriidae s.s. |
|  |                     |
|  | Chirocentridae      |
|  |                     |

|  | Clupeinae     |
|  |               |
|  | Dorosomatinae |
|  |               |

|  | Dussumieriidae s.s. |
|  |                     |
|  | Chirocentridae      |
|  |                     |

|  | Clupeinae     |
|  |               |
|  | Dorosomatinae |
|  |               |

|  | Dussumieriidae s.s. |
|  |                     |
|  | Chirocentridae      |
|  |                     |

|  | Clupeinae     |
|  |               |
|  | Dorosomatinae |
|  |               |

|  | Dussumieriidae s.s. |
|  |                     |
|  | Chirocentridae      |
|  |                     |

|  | Clupeinae     |
|  |               |
|  | Dorosomatinae |
|  |               |

|  | Coiliinae   |
|  |             |
|  | Engraulinae |
|  |             |

|  | Dussumieriidae s.s. |
|  |                     |
|  | Chirocentridae      |
|  |                     |

|  | Clupeinae     |
|  |               |
|  | Dorosomatinae |
|  |               |

|  | Dussumieriidae s.s. |
|  |                     |
|  | Chirocentridae      |
|  |                     |

|  | Clupeinae     |
|  |               |
|  | Dorosomatinae |
|  |               |

|  | Dussumieriidae s.s. |
|  |                     |
|  | Chirocentridae      |
|  |                     |

|  | Clupeinae     |
|  |               |
|  | Dorosomatinae |
|  |               |

|  | Dussumieriidae s.s. |
|  |                     |
|  | Chirocentridae      |
|  |                     |

|  | Clupeinae     |
|  |               |
|  | Dorosomatinae |
|  |               |

|  | Dussumieriidae s.s. |
|  |                     |
|  | Chirocentridae      |
|  |                     |

|  | Clupeinae     |
|  |               |
|  | Dorosomatinae |
|  |               |

|  | Dussumieriidae s.s. |
|  |                     |
|  | Chirocentridae      |
|  |                     |

|  | Clupeinae     |
|  |               |
|  | Dorosomatinae |
|  |               |

|  | Dussumieriidae s.s. |
|  |                     |
|  | Chirocentridae      |
|  |                     |

|  | Clupeinae     |
|  |               |
|  | Dorosomatinae |
|  |               |

|  | Dussumieriidae s.s. |
|  |                     |
|  | Chirocentridae      |
|  |                     |

|  | Clupeinae     |
|  |               |
|  | Dorosomatinae |
|  |               |

## Características
Tiene un cuerpo delgado en forma de arenque, con forma de huso y aplanado lateralmente. Está cubierto de escamas cicloides plateadas. Las especies parecidas al arenque solo tienen una aleta dorsal en el medio de la espalda. Entre las características primitivas más llamativas que muestran, podemos mencionar que las aletas del vientre se encuentran muy atrás y las aletas pectorales muy hacia la parte inferior del animal. Tienen vejiga de simetría, que está conectada a la garganta del animal.. Todas las aletas solo tienen radios suaves y con articulaciones. Un órgano de línea lateral solo está presente en la cabeza. La mayoría de las especies tienen largas y numerosas rayas branquiales como dispositivo de filtrado. Faltan dientes parasfenoides. Los huesos parietales (Os parietale) están separados entre sí por el supraoccipital. Una característica que solo tienen los peces con forma de arenque y que falta en todos los demás grupos de peces es el "receso lateral", una hendidura ótica en el neurocráneo que está formada por la unión de canales sensoriales (canal infraorbitario y preopercular).
La especie más grande, el depredador arenque lobo (Chirocentrus dorab), mide un metro de largo, y las más pequeñas, Sundasalanx microps y Sundasalanx praecox, solo 2,2 cm.
Todos los clupeiformes forman cardúmenes que migran alrededor del mar y se alimentan de plancton. Se cree que sus rutas migratorias se aprenden (no se determinan genéticamente).

## Migración
Durante su ciclo vital, algunos clupeiformes emprenden migraciones de algunos miles de kilómetros, mientras que otros viven en una zona más o menos circunscrita. Sin embargo, estas diferencias se dan incluso dentro de una misma especie; algunas razas del arenque, por ejemplo, pasan toda su vida en zonas más o menos limitadas, mientras que otras emprenden algunas de las migraciones más largas conocidas. Algunas formas del sábalo del Caspio (Alosa caspia) permanecen todo el año en la región meridional del Mar Caspio, mientras que otras se desplazan largas distancias desde los hábitats invernales en las partes meridionales hasta las zonas de desove en la región septentrional del Caspio.
Además de las migraciones de desove, algunas especies recorren largas distancias para alimentarse. Las sardinas japonesas (Sardinella sagax melanosticta), por ejemplo, invernan y desovan en la parte meridional del Mar de Japón y en el lado del Pacífico de las islas del sur de Japón. A principios del verano migran al extremo norte del estrecho de Tatar y, en años cálidos, incluso a la costa oriental de la península de Kamchatka. La sardina californiana o la sardina española (S. anchovia) y otras especies realizan migraciones similares o incluso más largas. La mayoría de estas migraciones de desove y alimentación son de sur a norte y se producen a lo largo de la costa con la ayuda de algunas de las mayores corrientes oceánicas. Como los peces se desplazan bastante cerca de la costa, se convierten en objeto de una pesca intensiva.
Algunas de las migraciones más largas se prolongan durante varios años y comienzan en las fases larvarias. La mayoría de las crías de arenque del Pacífico (Clupea pallasii) pasan parte o la totalidad de su primer año en aguas costeras poco profundas. Las larvas de la raza Murman del arenque del Pacífico y de la raza noruega (o raza de primavera) del arenque del Atlántico Norte (Clupea harengus) suelen nacer en zonas de desove en alta mar y comienzan su largo viaje a la deriva con las corrientes. Los de la raza Murman van a la deriva con la corriente del Atlántico Norte a lo largo de la costa del norte de Noruega, hacia el norte y el este, y más tarde, como juveniles, se extienden activamente hacia el Mar de Barents e incluso hacia el Mar Blanco. Tras su primer desove, los arenques de Murman se desplazan hacia el norte, a las aguas que rodean Spitsbergen. Los movimientos del arenque noruego de primavera son similares a los de la raza Murman. Los arenques jóvenes se desplazan a aguas más profundas y, a medida que crecen, se alejan cada vez más de la costa. Cuando aún son inmaduros, son capturados por las pesquerías de Noruega, Dinamarca y Escocia y son procesados para obtener aceite y convertirlos en harina. Por regla general, las migraciones están orientadas por las corrientes marinas cerca de las zonas de desove, pero los peces van también con o contra la dirección de la corriente; se sabe que cuatro formas del sábalo del Caspio se mueven contra las corrientes.

## Estado de conservación
Estos pequeños peces de cardumen son económicamente, ecológicamente y culturalmente importantes a nivel mundial. A pesar de su contribución a la pesca mundial y de nuestra creciente dependencia de estos peces para la alimentación y los productos industriales, en general no se conocen bien y la información sobre su biología básica y las tendencias de su población son limitadas.
Las principales amenazas que enfrentan son la explotación, la contaminación y la modificación del hábitat para uso humano, aunque la intensidad de una amenaza específica difiere entre los entornos de agua dulce, estuarios y marinos. 
Estos peces forrajeros vinculan directamente la producción primaria con los depredadores clave de los entornos marinos. Estas especies pelágicas de tamaño pequeño y mediano, que suelen ser muy numerosas especies pelágicas, también apoyan la economía mundial al sostener directa e indirectamente muchas pesquerías. Los peces forrajeros representan más del 30% de las capturas marinas mundiales. También desempeñan un papel clave como presa para muchos depredadores comerciables, como peces, mamíferos y calamares.
Un estudio concluyó  que de las 405 especies, 144 presentan al menos una amenaza identificada desde el punto de vista del sistema de la Unión Internacional para la Conservación de la Naturaleza (IUCN en inglés); las 261 especies restantes no tienen amenazas importantes que causen impactos significativos, o no se conocen amenazas para estas especies. En general, la amenaza más importante, con un margen significativo, que afecta a todos los clupeiformes, es la explotación. La contaminación y los cambios en los sistemas naturales (por ejemplo, las presas) afectan a casi el mismo número de especies. A pesar de tener la mayor proporción de especies con preocupación menor, las especies eurihalinas se ven afectadas de forma desproporcionada por la contaminación y las modificaciones naturales del sistema naturales, en comparación con las especies marinas y de agua dulce. Las zonas geográficas más preocupantes para los clupeiformes identificadas son el Caribe y el archipiélago indo-malayo-filipino.

## Especies
- Alosa aestivalis (Mitchill, 1814)
- Alosa agone (Scopoli, 1786)
- Alosa alabamae Jordan and Evermann in Evermann, 1896
- Alosa alosa (Linnaeus, 1758)
- Alosa braschnikowi (Borodin, 1904)
- Alosa caspia (Eichwald, 1838)
- Alosa chrysochloris (Rafinesque, 1820)
- Alosa curensis (Suvorov, 1907)
- Alosa immaculata Bennett, 1835
- Alosa kessleri (Grimm, 1887)
- Alosa killarnensis Regan, 1916
- Alosa macedonica (Vinciguerra, 1921)
- Alosa maeotica (Grimm, 1901)
- Alosa mediocris (Mitchill, 1814)
- Alosa pontica (Eichwald, 1838)
- Alosa pseudoharengus (Wilson, 1811)
- Alosa sapidissima (Wilson, 1811)
- Alosa saposchnikowii (Grimm, 1887)
- Alosa sphaerocephala (Berg, 1913)
- Alosa suworowi (Berg, 1913)
- Alosa tanaica (Grimm, 1901)
- Alosa vistonica Economidis and Sinis, 1986
- Alosa volgensis (Berg, 1913)
- Amazonsprattus scintilla Roberts, 1984
- Amblygaster clupeoides Bleeker, 1849
- Amblygaster leiogaster (Valenciennes in Cuvier and Valenciennes, 1847)
- Amblygaster sirm (Walbaum, 1792)
- Anchoa analis (Miller, 1945)
- Anchoa argentivittata (Regan, 1904)
- Anchoa belizensis (Thomerson and Greenfield, 1975)
- Anchoa cayorum (Fowler, 1906)
- Anchoa chamensis Hildebrand, 1943
- Anchoa choerostoma (Goode, 1874)
- Anchoa colonensis Hildebrand, 1943
- Anchoa compressa (Girard, 1858)
- Anchoa cubana (Poey, 1868)
- Anchoa curta (Jordan and Gilbert, 1882)
- Anchoa delicatissima (Girard, 1854)
- Anchoa eigenmannia (Meek and Hildebrand, 1923)
- Anchoa exigua (Jordan and Gilbert, 1882)
- Anchoa filifera (Fowler, 1915)
- Anchoa helleri (Hubbs, 1921)
- Anchoa hepsetus (Linnaeus, 1758)
- Anchoa ischana (Jordan and Gilbert, 1882)
- Anchoa januaria (Steindachner, 1879)
- Anchoa lamprotaenia Hildebrand, 1943
- Anchoa lucida (Jordan and Gilbert, 1882)
- Anchoa lyolepis (Evermann and Marsh, 1900)
- Anchoa marinii Hildebrand, 1943
- Anchoa mitchilli (Valenciennes in Cuvier and Valenciennes, 1848)
- Anchoa mundeola (Gilbert and Pierson in Jordan and Evermann, 1898)
- Anchoa mundeoloides (Breder, 1928)
- Anchoa nasus (Kner and Steindachner, 1867)
- Anchoa panamensis (Steindachner, 1877)
- Anchoa parva (Meek and Hildebrand, 1923)
- Anchoa pectoralis Hildebrand, 1943
- Anchoa scofieldi (Jordan and Culver in Jordan, 1895)
- Anchoa spinifer (Valenciennes in Cuvier and Valenciennes, 1848)
- Anchoa starksi (Gilbert and Pierson in Jordan and Evermann, 1898)
- Anchoa tricolor (Spix and Agassiz, 1829)
- Anchoa trinitatis (Fowler, 1915)
- Anchoa walkeri Baldwin and Chang, 1970
- Anchovia clupeoides (Swainson, 1839)
- Anchovia macrolepidota (Kner, 1863)
- Anchovia surinamensis (Bleeker, 1866)
- Anchoviella alleni (Myers, 1940)
- Anchoviella balboae (Jordan and Seale, 1926)
- Anchoviella blackburni Hildebrand, 1943
- Anchoviella brevirostris (Günther, 1868)
- Anchoviella carrikeri Fowler, 1940
- Anchoviella cayennensis (Puyo, 1946)
- Anchoviella elongata (Meek and Hildebrand, 1923)
- Anchoviella guianensis (Eigenmann, 1912)
- Anchoviella jamesi (Jordan and Seale, 1926)
- Anchoviella lepidentostole (Fowler, 1911)
- Anchoviella manamensis Cervigón, 1982
- Anchoviella nattereri (Steindachner, 1879)
- Anchoviella perezi Cervigón, 1987
- Anchoviella perfasciata (Poey, 1860)
- Anchoviella shantungensis Li, 1978
- Anchoviella vaillanti (Steindachner, 1908)
- Anodontostoma chacunda (Hamilton, 1822)
- Anodontostoma selangkat (Bleeker, 1852)
- Anodontostoma thailandiae Wongratana, 1983
- Brevoortia aurea (Spix and Agassiz, 1829)
- Brevoortia gunteri Hildebrand, 1948
- Brevoortia patronus Goode, 1878
- Brevoortia pectinata (Jenyns, 1842)
- Brevoortia smithi Hildebrand, 1941
- Brevoortia tyrannus (Latrobe, 1802)
- Cetengraulis edentulus (Cuvier, 1829)
- Cetengraulis mysticetus (Günther, 1867)
- Chirocentrodon bleekerianus (Poey, 1867)
- Chirocentrus dorab (Forsskål, 1775)
- Chirocentrus nudus Swainson, 1839
- Clupanodon thrissa (Linnaeus, 1758)
- Clupea bentincki Norman, 1936
- Clupea harengus Linnaeus, 1758
- Clupea pallasii Valenciennes in Cuvier and Valenciennes, 1847
- Clupeichthys aesarnensis Wongratana, 1983
- Clupeichthys bleekeri (Hardenberg, 1936)
- Clupeichthys goniognathus Bleeker, 1855
- Clupeichthys perakensis (Herre, 1936)
- Clupeoides borneensis Bleeker, 1851
- Clupeoides hypselosoma Bleeker, 1866
- Clupeoides papuensis (Ramsay and Ogilby, 1886)
- Clupeoides venulosus Weber and de Beaufort, 1912
- Clupeonella abrau (Maliatsky, 1930)
- Clupeonella cultriventris (Nordmann, 1840)
- Clupeonella engrauliformis (Borodin, 1904)
- Clupeonella grimmi Kessler, 1877
- Coilia borneensis Bleeker, 1852
- Coilia brachygnathus Kreyenberg and Pappenheim, 1908
- Coilia coomansi Hardenberg, 1934
- Coilia dussumieri Valenciennes in Cuvier and Valenciennes, 1848
- Coilia grayii Richardson, 1845
- Coilia lindmani Bleeker, 1858
- Coilia macrognathos Bleeker, 1852
- Coilia mystus (Linnaeus, 1758)
- Coilia nasus Temminck and Schlegel, 1846
- Coilia neglecta Whitehead, 1967
- Coilia ramcarati (Hamilton, 1822)
- Coilia rebentischii Bleeker, 1858
- Coilia reynaldi Valenciennes in Cuvier and Valenciennes, 1848
- Congothrissa gossei Poll, 1964
- Corica laciniata Fowler, 1935
- Corica soborna Hamilton, 1822
- Cynothrissa ansorgii (Boulenger, 1910)
- Cynothrissa mento Regan, 1917
- Dayella malabarica (Day, 1873)
- Denticeps clupeoides Clausen, 1959
- Dorosoma anale Meek, 1904
- Dorosoma cepedianum (Lesueur, 1818)
- Dorosoma chavesi Meek, 1907
- Dorosoma petenense (Günther, 1867)
- Dorosoma smithi Hubbs and Miller, 1941
- Dussumieria acuta Valenciennes in Cuvier and Valenciennes, 1847
- Dussumieria elopsoides Bleeker, 1849
- Ehirava fluviatilis Deraniyagala, 1929
- Encrasicholina devisi (Whitley, 1940)
- Encrasicholina heteroloba (Rüppell, 1837)
- Encrasicholina oligobranchus (Wongratana, 1983)
- Encrasicholina punctifer Fowler, 1938
- Encrasicholina purpurea (Fowler, 1900)
- Engraulis anchoita Hubbs and Marini in Marini, 1935
- Engraulis australis (White, 1790)
- Engraulis encrasicolus (Linnaeus, 1758)
- Engraulis eurystole (Swain and Meek, 1884)
- Engraulis japonicus Temminck and Schlegel, 1846
- Engraulis mordax Girard, 1854
- Engraulis ringens Jenyns, 1842
- Escualosa elongata Wongratana, 1983
- Escualosa thoracata (Valenciennes in Cuvier and Valenciennes, 1847)
- Ethmalosa fimbriata (Bowdich, 1825)
- Ethmidium maculatum (Valenciennes in Cuvier and Valenciennes, 1847)
- Etrumeus micropus (Temminck and Schlegel, 1846)
- Etrumeus teres (DeKay, 1842)
- Etrumeus whiteheadi Wongratana, 1983
- Gilchristella aestuaria (Gilchrist, 1913)
- Gonialosa manmina (Hamilton, 1822)
- Gonialosa modesta (Day, 1870)
- Gonialosa whiteheadi Wongratana, 1983
- Gudusia chapra (Hamilton, 1822)
- Gudusia variegata (Day, 1870)
- Harengula clupeola (Cuvier, 1829)
- Harengula humeralis (Cuvier, 1829)
- Harengula jaguana Poey, 1865
- Harengula thrissina (Jordan and Gilbert, 1882)
- Herklotsichthys blackburni (Whitley, 1948)
- Herklotsichthys castelnaui (Ogilby, 1897)
- Herklotsichthys collettei Wongratana, 1987
- Herklotsichthys dispilonotus (Bleeker, 1852)
- Herklotsichthys gotoi Wongratana, 1983
- Herklotsichthys koningsbergeri (Weber and de Beaufort, 1912)
- Herklotsichthys lippa (Whitley, 1931)
- Herklotsichthys lossei Wongratana, 1983
- Herklotsichthys ovalis (Anonymous [Bennett], 1830)
- Herklotsichthys punctatus (Rüppell, 1837)
- Herklotsichthys quadrimaculatus (Rüppell, 1837)
- Herklotsichthys spilurus (Guichenot, 1863)
- Hilsa kelee (Cuvier, 1829)
- Hyperlophus translucidus McCulloch, 1917
- Hyperlophus vittatus (Castelnau, 1875)
- Ilisha africana (Bloch, 1795)
- Ilisha amazonica (Miranda Ribeiro, 1920)
- Ilisha compressa Randall, 1994
- Ilisha elongata (Anonymous [Bennett], 1830)
- Ilisha filigera (Valenciennes in Cuvier and Valenciennes, 1847)
- Ilisha fuerthii (Steindachner, 1875)
- Ilisha kampeni (Weber and de Beaufort, 1913)
- Ilisha lunula Kailola, 1986
- Ilisha macrogaster Bleeker, 1866
- Ilisha megaloptera (Swainson, 1839)
- Ilisha melastoma (Bloch and Schneider, 1801)
- Ilisha novacula (Valenciennes in Cuvier and Valenciennes, 1847)
- Ilisha obfuscata Wongratana, 1983
- Ilisha pristigastroides (Bleeker, 1852)
- Ilisha sirishai Seshagiri Rao, 1975
- Ilisha striatula Wongratana, 1983
- Jenkinsia lamprotaenia (Gosse, 1851)
- Jenkinsia majua Whitehead, 1963
- Jenkinsia parvula Cervigón and Velazquez, 1978
- Jenkinsia stolifera (Jordan and Gilbert, 1884)
- Jurengraulis juruensis (Boulenger, 1898)
- Konosirus punctatus (Temminck and Schlegel, 1846)
- Laeviscutella dekimpei Poll, Whitehead and Hopson, 1965
- Lile gracilis Castro-Aguirre and Vivero, 1990
- Lile nigrofasciata Castro-Aguirre, Ruiz-Campos and Balart, 2002
- Lile piquitinga (Schreiner and Miranda Ribeiro, 1903)
- Lile stolifera (Jordan and Gilbert, 1882)
- Limnothrissa miodon (Boulenger, 1906)
- Limnothrissa stappersii (Poll, 1948)
- Lycengraulis batesii (Günther, 1868)
- Lycengraulis grossidens (Agassiz in Spix and Agassiz, 1829)
- Lycengraulis limnichthys Schultz, 1949
- Lycengraulis poeyi (Kner, 1863)
- Lycothrissa crocodilus (Bleeker, 1851)
- Microthrissa minuta Poll, 1974
- Microthrissa royauxi Boulenger, 1902
- Microthrissa whiteheadi Gourène and Teugels, 1988
- Nannothrissa parva (Regan, 1917)
- Nannothrissa stewarti Poll and Roberts, 1976
- Nematalosa arabica Regan, 1917
- Nematalosa come (Richardson, 1846)
- Nematalosa erebi (Günther, 1868)
- Nematalosa flyensis Wongratana, 1983
- Nematalosa galatheae Nelson and Rothman, 1973
- Nematalosa japonica Regan, 1917
- Nematalosa nasus (Bloch, 1795)
- Nematalosa papuensis (Munro, 1964)
- Nematalosa persara Nelson and McCarthy, 1995
- Nematalosa resticularia Nelson and McCarthy, 1995
- Nematalosa vlaminghi (Munro, 1956)
- Neoopisthopterus cubanus Hildebrand, 1948
- Neoopisthopterus tropicus (Hildebrand, 1946)
- Odaxothrissa losera Boulenger, 1899
- Odaxothrissa vittata Regan, 1917
- Odontognathus compressus Meek and Hildebrand, 1923
- Odontognathus mucronatus Lacepède, 1800
- Odontognathus panamensis (Steindachner, 1876)
- Opisthonema berlangai Berry and Barrett, 1963
- Opisthonema bulleri (Regan, 1904)
- Opisthonema libertate (Günther, 1867)
- Opisthonema medirastre Berry and Barrett, 1963
- Opisthonema oglinum (Lesueur, 1818)
- Opisthopterus dovii (Günther, 1868)
- Opisthopterus effulgens (Regan, 1903)
- Opisthopterus equatorialis Hildebrand, 1946
- Opisthopterus macrops (Günther, 1867)
- Opisthopterus tardoore (Cuvier, 1829)
- Opisthopterus valenciennesi Bleeker, 1872
- Papuengraulis micropinna Munro, 1964
- Pellona altamazonica Cope, 1872
- Pellona castelnaeana Valenciennes in Cuvier and Valenciennes, 1847
- Pellona dayi Wongratana, 1983
- Pellona ditchela Valenciennes in Cuvier and Valenciennes, 1847
- Pellona flavipinnis (Valenciennes, 1836)
- Pellona harroweri (Fowler, 1917)
- Pellonula leonensis Boulenger, 1916
- Pellonula vorax Günther, 1868
- Platanichthys platana (Regan, 1917)
- Pliosteostoma lutipinnis (Jordan and Gilbert, 1882)
- Poecilothrissa centralis Poll, 1974
- Poecilothrissa congica Regan, 1917
- Poecilothrissa moeruensis Poll, 1948
- Potamalosa antiqua Ogilby, 1897
- Potamalosa richmondia (Macleay, 1879)
- Potamothrissa acutirostris (Boulenger, 1899)
- Potamothrissa obtusirostris (Boulenger, 1909)
- Potamothrissa whiteheadi Poll, 1974
- Pristigaster cayana Cuvier, 1829
- Pristigaster whiteheadi Menezes and de Pinna, 2000
- Pseudosetipinna haizhouensis Peng and Zhao, 1988
- Pterengraulis atherinoides (Linnaeus, 1766)
- Raconda russeliana Gray, 1831
- Ramnogaster arcuata (Jenyns, 1842)
- Ramnogaster melanostoma (Eigenmann, 1907)
- Rhinosardinia amazonica (Steindachner, 1879)
- Rhinosardinia bahiensis (Steindachner, 1879)
- Sardina pilchardus (Walbaum, 1792)
- Sardinella albella (Valenciennes in Cuvier and Valenciennes, 1847)
- Sardinella atricauda (Günther, 1868)
- Sardinella aurita Valenciennes in Cuvier and Valenciennes, 1847
- Sardinella brachysoma Bleeker, 1852
- Sardinella dayi Regan, 1917
- Sardinella fijiense (Fowler and Bean, 1923)
- Sardinella fimbriata (Valenciennes in Cuvier and Valenciennes, 1847)
- Sardinella gibbosa (Bleeker, 1849)
- Sardinella hualiensis (Chu and Tsai, 1958)
- Sardinella janeiro (Eigenmann, 1894)
- Sardinella jonesi Lazarus, 1983
- Sardinella jussieu (Lacepède, 1803)
- Sardinella lemuru Bleeker, 1853
- Sardinella longiceps Valenciennes in Cuvier and Valenciennes, 1847
- Sardinella maderensis (Lowe, 1838)
- Sardinella marquesensis Berry and Whitehead, 1968
- Sardinella melanura (Cuvier, 1829)
- Sardinella neglecta Wongratana, 1983
- Sardinella richardsoni Wongratana, 1983
- Sardinella rouxi (Poll, 1953)
- Sardinella sindensis (Day, 1878)
- Sardinella tawilis (Herre, 1927)
- Sardinella zunasi (Bleeker, 1854)
- Sardinops melanostictus (Temminck and Schlegel, 1846)
- Sardinops neopilchardus (Steindachner, 1879)
- Sardinops ocellatus (Pappe, 1853)
- Sardinops sagax (Jenyns, 1842)
- Sauvagella madagascariensis (Sauvage, 1883)
- Sauvagella robusta Stiassny, 2002
- Setipinna breviceps (Cantor, 1849)
- Setipinna brevifilis (Valenciennes in Cuvier and Valenciennes, 1848)
- Setipinna melanochir (Bleeker, 1849)
- Setipinna paxtoni Wongratana, 1987
- Setipinna phasa (Hamilton, 1822)
- Setipinna taty (Valenciennes in Cuvier and Valenciennes, 1848)
- Setipinna tenuifilis (Valenciennes in Cuvier and Valenciennes, 1848)
- Setipinna wheeleri Wongratana, 1983
- Sierrathrissa leonensis Thys van den Audenaerde, 1969
- Spratelloides delicatulus (Bennett, 1832)
- Spratelloides gracilis (Temminck and Schlegel, 1846)
- Spratelloides lewisi Wongratana, 1983
- Spratelloides robustus Ogilby, 1897
- Spratellomorpha bianalis (Bertin, 1940)
- Sprattus antipodum (Hector, 1872)
- Sprattus fuegensis (Jenyns, 1842)
- Sprattus muelleri (Klunzinger, 1879)
- Sprattus novaehollandiae (Valenciennes in Cuvier and Valenciennes, 1847)
- Sprattus sprattus (Linnaeus, 1758)
- Stolephorus advenus Wongratana, 1987
- Stolephorus andhraensis Babu Rao, 1966
- Stolephorus apiensis (Jordan and Seale, 1906)
- Stolephorus baganensis Hardenberg, 1933
- Stolephorus brachycephalus Wongratana, 1983
- Stolephorus carpentariae (De Vis, 1882)
- Stolephorus chinensis (Günther, 1880)
- Stolephorus commersonnii Lacepède, 1803
- Stolephorus dubiosus Wongratana, 1983
- Stolephorus holodon (Boulenger, 1900)
- Stolephorus indicus (van Hasselt, 1823)
- Stolephorus insularis Hardenberg, 1933
- Stolephorus multibranchus Wongratana, 1987
- Stolephorus nelsoni Wongratana, 1987
- Stolephorus pacificus Baldwin, 1984
- Stolephorus ronquilloi Wongratana, 1983
- Stolephorus tri (Bleeker, 1852)
- Stolephorus waitei Jordan and Seale, 1926
- Stolothrissa tanganicae Regan, 1917
- Sundasalanx malleti Siebert and Crimmen in Siebert, 1997
- Sundasalanx megalops Siebert and Crimmen in Siebert, 1997
- Sundasalanx mekongensis Britz and Kottelat, 1999
- Sundasalanx mesops Siebert and Crimmen in Siebert, 1997
- Sundasalanx microps Roberts, 1981
- Sundasalanx platyrhynchus Siebert and Crimmen in Siebert, 1997
- Sundasalanx praecox Roberts, 1981
- Tenualosa ilisha (Hamilton, 1822)
- Tenualosa macrura (Bleeker, 1852)
- Tenualosa reevesii (Richardson, 1846)
- Tenualosa thibaudeaui (Durand, 1940)
- Tenualosa toli (Valenciennes in Cuvier and Valenciennes, 1847)
- Thrattidion noctivagus Roberts, 1972
- Thryssa adelae (Rutter, 1897)
- Thryssa aestuaria (Ogilby, 1910)
- Thryssa baelama (Forsskål, 1775)
- Thryssa brevicauda Roberts, 1978
- Thryssa chefuensis (Günther, 1874)
- Thryssa dayi Wongratana, 1983
- Thryssa dussumieri (Valenciennes in Cuvier and Valenciennes, 1848)
- Thryssa encrasicholoides (Bleeker, 1852)
- Thryssa gautamiensis Babu Rao, 1971
- Thryssa hamiltonii Gray, 1835
- Thryssa kammalensis (Bleeker, 1849)
- Thryssa kammalensoides Wongratana, 1983
- Thryssa malabarica (Bloch, 1795)
- Thryssa marasriae Wongratana, 1987
- Thryssa mystax (Bloch and Schneider, 1801)
- Thryssa polybranchialis Wongratana, 1983
- Thryssa purava (Hamilton, 1822)
- Thryssa rastrosa Roberts, 1978
- Thryssa scratchleyi (Ramsay and Ogilby, 1886)
- Thryssa setirostris (Broussonet, 1782)
- Thryssa spinidens (Jordan and Seale, 1925)
- Thryssa stenosoma Wongratana, 1983
- Thryssa vitrirostris (Gilchrist and Thompson, 1908)
- Thryssa whiteheadi Wongratana, 1983

## Imágenes

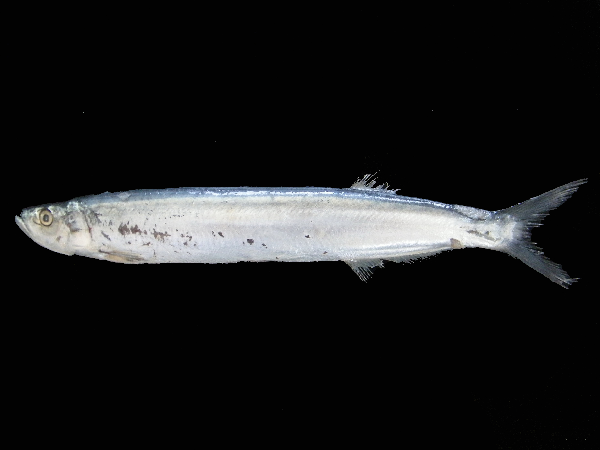
Chirocentrus dorab (Chirocentridae) (Tailandia)
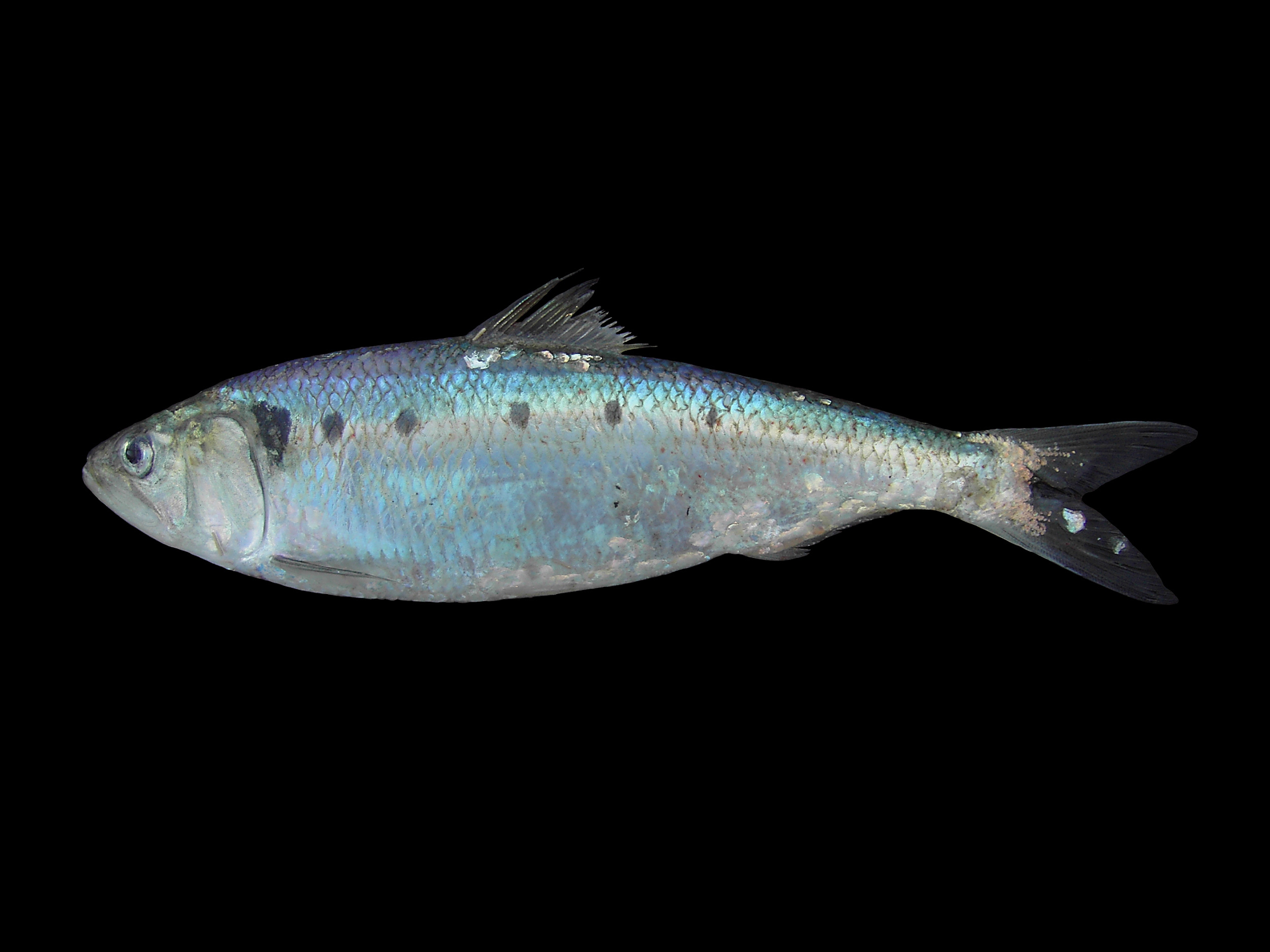
Alosa fallax (Clupeidae)
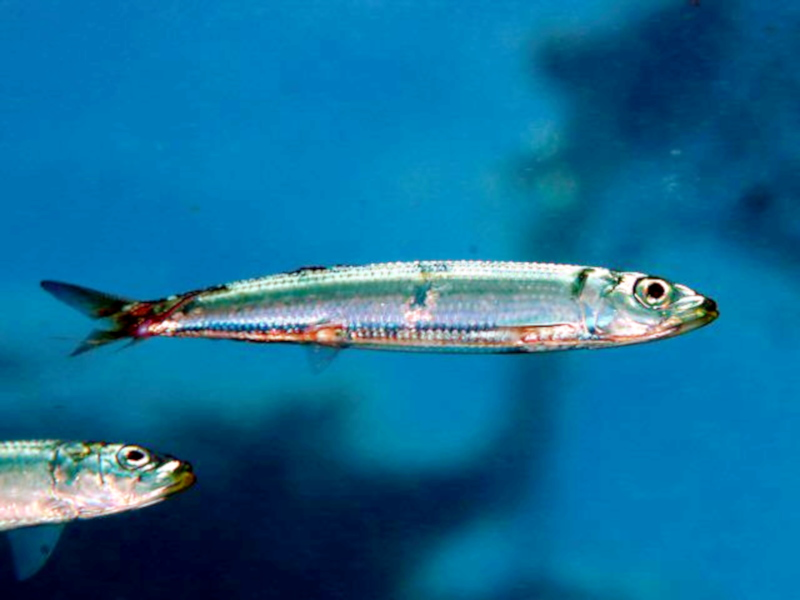
Etrumeus sadina (Dussumieriidae)
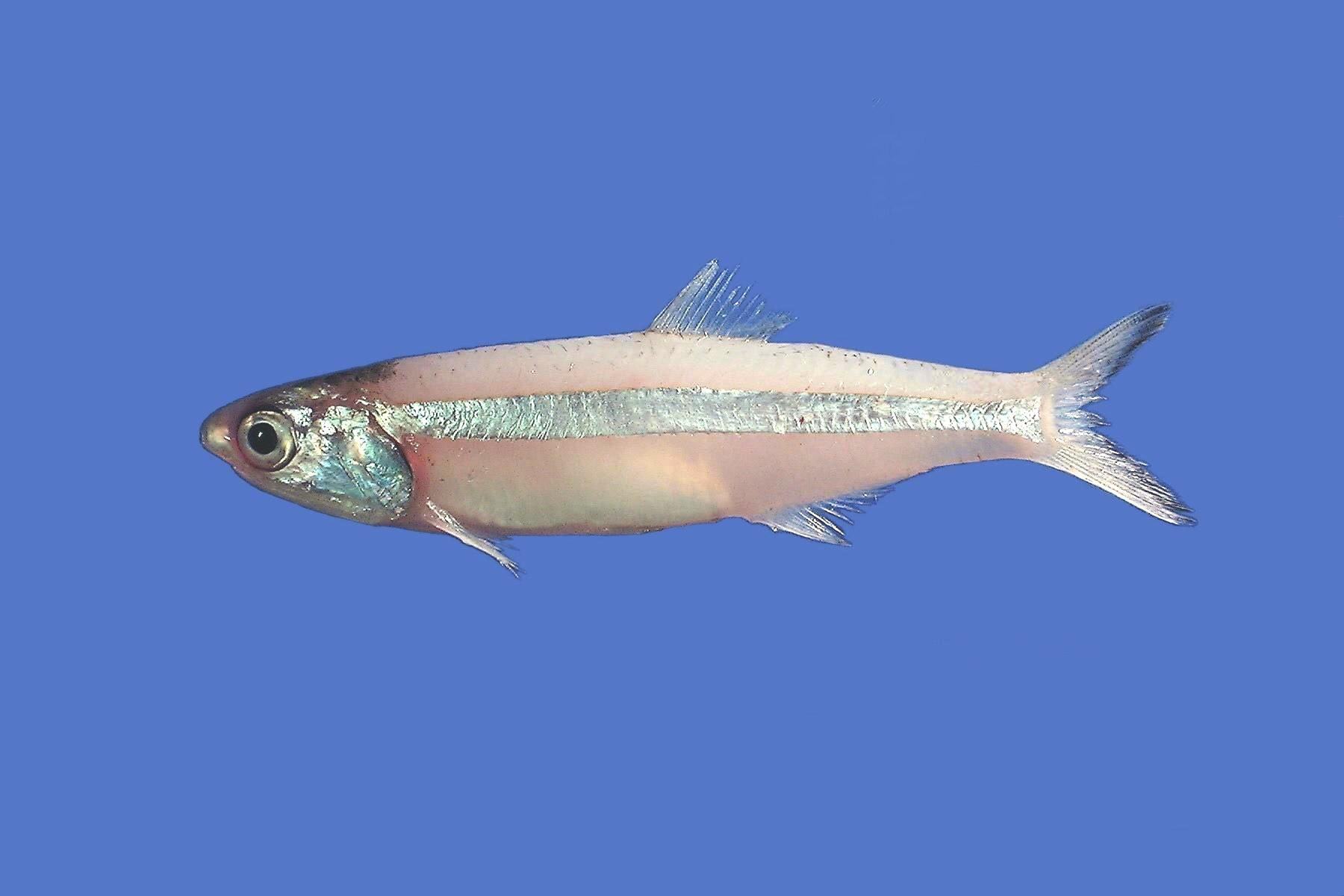
Anchoa hepsetus (Engraulidae)
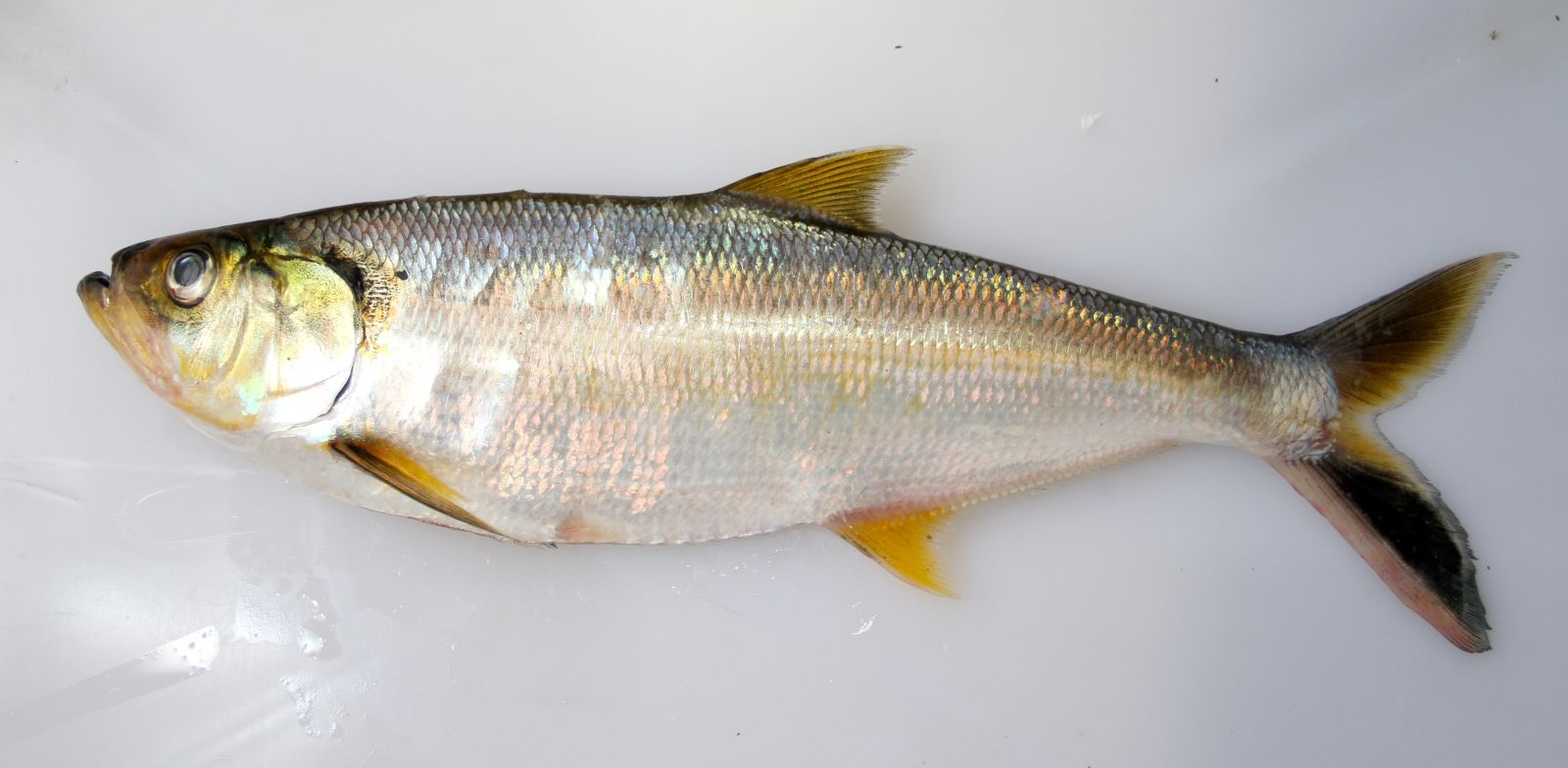
Pellona castelnaeana (Pristigasteridae)
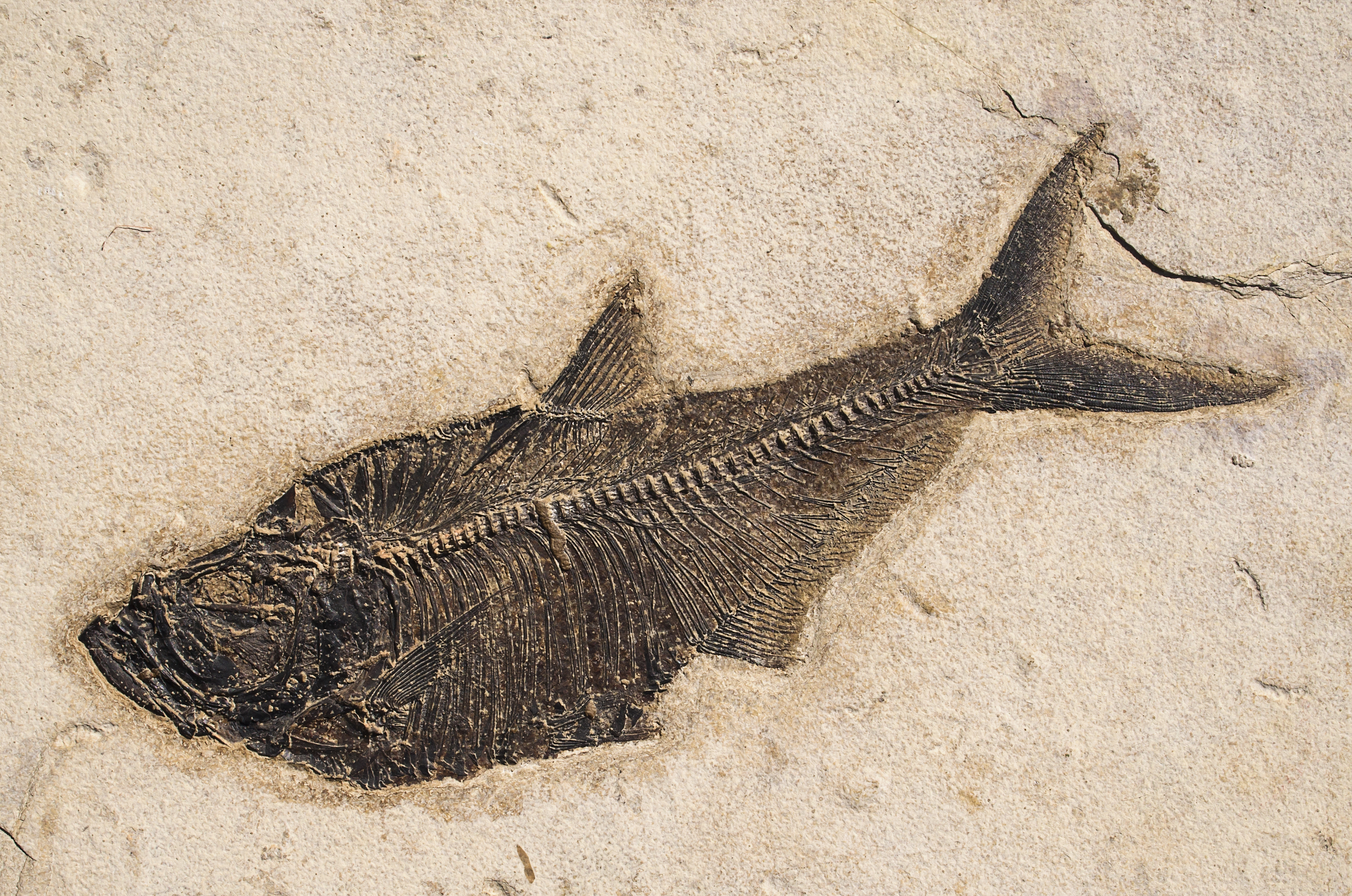
Fósil de Diplomystus dentatus (Ellimmichthyidae)